# 田代高近
田代 高近（たしろ たかちか、生没年不詳）は、江戸時代中期の紀州藩士。七右衛門。

## 略歴
兄である田沼義房が病気で仕官を時する際、その子田沼意行は叔父である高近の元で養われ、後に紀伊家で召され徳川吉宗に仕えた 。高近の養女・辰は意行に嫁ぎ、田沼意次を産んだ。